# Бертуччи, Бруно
Бруно Бертуччи (порт. Bruno Bertucci; 27 апреля 1990, Сан-Паулу, Бразилия) — бразильский футболист, защитник.

## Карьера
Первым клубом для Бруно стала команда «Коринтианс», за которую он выступал два года. С 2010 по 2011 год выступал на правах аренды за три разные команды. В 2011 году Бертуччи перешёл в швейцарский «Грассхоппер». С 2012-го по 2016-й годы выступал за бакинский «Нефтчи».

## Достижения
- 2009 год — обладатель Кубка Бразилии в составе клуба «Коринтианс» (Сан-Паулу).
- 2009 год — финалист Чемпионата мира в составе сборной Бразилия (до 20).
- 2013 год — Чемпион Азербайджана.
- 2013 год — обладатель Кубка Азербайджана.